# Kūh-e Khvājeh
Kūh-e Khvājeh (persiska: کوه خواجه) är ett berg i Iran.   Det ligger i provinsen Sistan och Baluchistan, i den östra delen av landet, 1 100 km sydost om huvudstaden Teheran. Toppen på Kūh-e Khvājeh är 604 meter över havet.
Terrängen runt Kūh-e Khvājeh är huvudsakligen platt. Runt Kūh-e Khvājeh är det ganska tätbefolkat, med 67 invånare per kvadratkilometer. Trakten runt Kūh-e Khvājeh är ofruktbar med lite eller ingen växtlighet.